# Стефан Изворски
Стефан Попниколов Изворски, познат и като Стоян Изворски (септември 1815, Котел – 2 септември 1875, Галац), е български книжовник, учител и преводач.

## Биография
Стоян Изворски учи в Котел при Райно Стоянович (1831 – 1832), Сливен (1837), Търново и Габрово (1839), а с прекъсвания от 1833 до 1845 във Великата народна школа в Куручешме, Цариград. Сам учителства в Котел (1840), където въвежда взаимоучителната метода и Шумен (1841 – 1842), където поставя началото на училищните представления. През 1849 – 50 е учител при българската църква в Цариград, където е и секретар на църковното настоятелство, както и частен секретар на Стефан Богориди. Между 1850 и 1853 е стипендиант в Петербургската духовна академия. Завръща се в Цариград, където е сред основателите и до 1859 е учител в българското класно училище „Св. св. Кирил и Методий“. Тогава Изворски съставя първата учебна програма и въвежда преподаването на сравнителна граматика на руския и българския език, както и на новогръцкия и гръцкия език. Превръща се в един от представителите на т.нар. даскалска поезия, като публикува собствени стихове в „Любословие“, „Български книжици“, „Цариградски вестник“ и „България“. От 1859 до 1963 просветителства в Тулча, където основава българско училище, черква и читалище. След това продължава и завършва дейността си в Галац.